# Lambourde (construction)
Pour les articles homonymes, voir Lambourde.
 (août 2018).
Une lambourde est un produit rectangulaire du sciage du bois qui a une épaisseur comprise entre 26 et 45 millimètres et une largeur comprise entre 65 et 105 millimètres.
Une lambourde est aussi une pierre à bâtir.

## Parquet
- La lambourde de parquet est une pièce de bois assez longue, de quelques centimètres de section, fixée mécaniquement (clouée ou vissée) par-dessus les solives composant le plancher, destinée à recevoir le parquet, les dalles de plancher en bois aggloméré ou les platelages (en Suisse romande, ce terme est parfois utilisé par les charpentiers à la place de celui de « liteau »).
- Lambourde : chevron d'environ 50 à 75 mm d'épaisseur en bois de chêne brut que l'on pose sur les aires de planchers ou voûtes pour porter et attacher les planches ou les feuilles des parquets ou au bas des armoires pour en porter le fond[2].

## Plancher
- La lambourde de plancher est une pièce en bois longue fixée le long du mur ou accrochée au long de la poutre porteuse intermédiaire, et qui supporte par-dessous les extrémités des solives qui recevront le plancher[2].
- Lambourde : pièce de bois de sciage d'environ 100 à 150 mm de gros[pas clair] qu'on pose le long d'un mur sur des corbeaux pour porter le bout des solives ou le long d'une poutre sur des étriers de fer pour le même usage.
- Lambourde chanlatée : lambourde plus épaisse sur une rive que sur l'autre qu'on rapporte sur une poutre pour recevoir l'assemblage des solives qui doivent affleurer le dessous de la poutre[2].
- Scellement : faire des augets ou des chaînes entre des lambourdes destinées à recevoir du parquet. On dit scellement de lambourde. Ces augets se font avec de petits plâtras et plâtre entre chaque lambourde[2].

## Pierre de taille
Autrefois, on désignait aussi par lambourde différentes espèces de pierre tendre tirées des carrières parisiennes, semblable à la pierre de Saint-Leu, au Conflans ou à la Verdelet. La lambourde se tirait de diverses carrières.